# Karine Gautard
Karine Gautard, coneguda també com a Karine Gautard-Roussel, (Caen, Calvados, 20 de maig de 1982) és una ciclista francesa, que fou professional del 2005 al 2009.

## Palmarès
- 2005
  -  Campiona de França sub-23 en ruta
- 2006
  -  Campiona de França sub-23 en contrarellotge
  - 1a a la Chrono de Tauxigny
  - Vencedora d'una etapa al Tour del Charente Marítim
- 2007
  - 1a a la Chrono de Tauxigny
  - Vencedora de 2 etapes al Tour de Bretanya
- 2009
  - 1a a la Copa de França
  - 1a al Ladies Berry Classic’s Cher
  - Vencedora d'una etapa al Tour féminin en Limousin